# شهرستان تانگ
شهرستان تانگ (به لاتین: Tang County) یک شهرستان‌های جمهوری خلق چین در چین است که در بائودینگ واقع شده‌است.